# Parque nacional de Pù Mát
El Parque nacional de Pu Mat (en vietnamita: Vườn quốc gia Pù Mát) es un parque nacional en la provincia de Nghe An, en el norte de la región de la Costa Central de Vietnam. Es parte de la reserva de la biosfera del Nghe Occidental.
En el idioma tailandés, Pu Mat significa "ladera de alta pendiente." Este parque fue establecido por la Decisión 174/2001/QĐ-TTg, del 8 de noviembre de 2001, del primer ministro de Viet Nam elevando su estatus que antes fue la Zona de preservación de Pu Mat.
Este parque se sitúa entre las coordenadas N 18°46′ hasta 19°12′ y desde E 104°24′ hasta 104°56′. El parque cubre un área de 91.113 hectáreas, extendiéndose en tres distritos  Tuong Duong, Cuong Con y Anh Son de la provincia de Nghe An. De la superficie total, el área estrictamente protegida comprende 89.517 hectáreas y el área de recuperación ecológica comprende 1.596 ha. La zona de amortiguamiento cubre 86.000 hectáreas.